# Traugott von Bötticher
Christian Friedrich Traugott von Bötticher (* 4. November 1851 in Nordhausen; † 20. Oktober 1931 in Bonn) war ein preußischer Generalleutnant.

## Leben

### Herkunft
Er war der Sohn des Nordhäuser Kaufmanns Wilhelm Karl Bötticher (1816–1884) und seiner zweiten Frau Caroline Bötticher (1823–1889). Sein Vater gehörte dem alten Nordhäuser Adelsgeschlecht der Familie Boetticher an. Sein älterer Bruder war der preußische Generalmajor Wilhelm von Bötticher (1845–1927).

### Militärkarriere
Nach seinem Abitur trat Bötticher am 17. Februar 1871 als Einjährig-Freiwilliger in das Ersatz-Bataillon des 2. Rheinischen Infanterie-Regiments Nr. 28 der Preußischen Armee ein, indem sechs Jahre zuvor schon sein Bruder gedient hatte. Dort wurde er am 12. Dezember 1872 zum Sekondeleutnant und am 13. Mai 1882 zum Premierleutnant befördert. Vom 1. Oktober 1882 bis zum 21. Juli 1885 war er zur Kriegsakademie und ab 1. Mai 1886 auf ein Jahr zur Dienstleistung beim Großen Generalstab kommandiert. Schon am 27. November 1882 hatte sich sein Bruder erfolgreich um die preußische Adelsanerkennung durch das Heroldsamtsreskript für die 1563 erfolgte Nobilitierung der Familie bemüht, die auch Traugott die weitere Karriere als Stabsoffizier erleichterte.
Am 22. März 1889 wurde er zum Hauptmann befördert sowie zum Kompaniechef ernannt. Als solcher wurde Bötticher am 17. September 1892 in das 6. Ostpreußische Infanterie-Regiment Nr. 43 versetzt. Seit dem 27. Januar 1895 wurde er dort als überzähliger Major geführt. Am 20. Mai 1896 wechselt er als Bataillonskommandeur in das 4. Posensches Infanterie-Regiment Nr. 59, um drei Monate später am 18. August 1896 in gleicher Funktion in das 6. Westfälische Infanterie-Regiment Nr. 55 zu wechseln, wo er zunächst das VI. Bataillon und später das II. Bataillon befehligte.
Unter gleichzeitiger Beförderung zum Oberst wurde Bötticher am 24. April 1904 Kommandeur des Infanterie-Regiments „Markgraf Karl“ (7. Brandenburgisches) Nr. 60 in Weißenburg. Am 18. Februar 1908 beauftragte man ihn mit der Führung der 23. Infanterie-Brigade in Gleiwitz. Am 21. März 1908 folgte seine Beförderung zum Generalmajor sowie die Ernennung zum Kommandeur dieser Brigade. Von dieser Stellung wurde Bötticher am 14. Februar 1910 entbunden und in Genehmigung seines Abschiedsgesuches mit der gesetzlichen Pension zur Disposition gestellt. Er erhielt noch den Charakter als Generalleutnant und wurde am 3. Juli 1913 mit dem Stern zum Kronenorden II. Klasse ausgezeichnet.
Während des Ersten Weltkriegs wurde Bötticher als z.D.-Offizier wiederverwendet und diente vom 26. Mai bis 28. August 1915 als Kommandeur der stellvertretenden 80. Infanterie-Brigade in Bonn.

### Familie
Traugott von Bötticher war seit dem 29. Dezember 1886 mit Laura Böddinghaus (* 1869) verheiratet. Aus der Ehe gingen die Kinder Margarete (* 1885), Elisabeth (* 1894) und Hans Hermann (* 1895) hervor.